# Esperance-foki tengeri csata
Az esperance-foki csata a második világháború egyik tengeri ütközete volt az amerikaiak és a japánok között a csendes-óceáni hadszíntéren 1942. október 11-12. között. Az összecsapó hadihajók konvojokat kísértek, amelyek Guadalcanalra szállítottak utánpótlást. Az összecsapást az amerikaiak nyerték, bár a japán hadihajóknak sikerült ágyúzniuk az amerikai hídfőállást.

## Erősítés Guadalcanalra

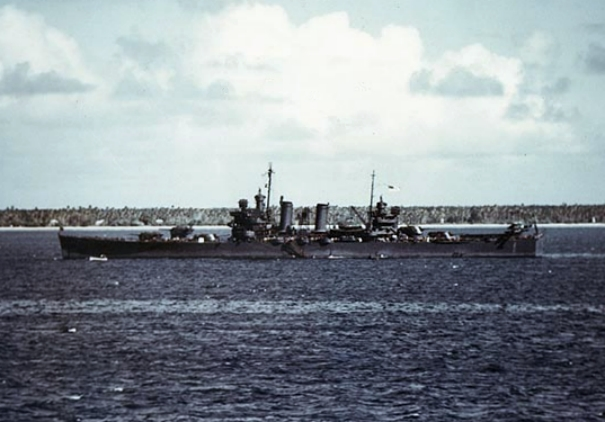
A USS Boise (CL-47) könnyűcirkáló Espirito Santo kikötőjében 1942 augusztusában.

Az amerikai konvoj két szállítóhajón, a Zeilinen és a McCawley-n 2850 gyalogost és 295 tengerészgyalogost vitt Guadalcanalra erősítésként. A hajókat a USS San Francisco (CA-38) nehézcirkáló, a USS Salt Lake City (CA-25) nehézcirkáló, a USS Helena (CL-50) könnyűcirkáló és a USS Boise (CL-47) könnyűcirkáló, a Buchanan, a Duncan, a Farenholt, a Laffey és a McCalla rombolók kísérték. A USS Hornet (CV-8) repülőgép-hordozó és kísérői mintegy 250 kilométerre délkeletre hajóztak, és a térségben volt a USS Washington (BB-56) csatahajó is. A kísérő flotta parancsnoka Norman Scott ellentengernagy volt. A hajók Guadalcanal nyugati csücskének megkerülésével akarták partra tenni a katonákat a henderson légitámaszpont közelében. Az erősítést október 13-ára várták a hídfőbe. Scott flottája a közeli Rennell-szigetnél vett fel pozíciót, Guadalcanaltól nyugatra.
A japán erősítést hat romboló és két hidroplánhordozó vitte a szigetre. A hajókat Goto ellentengernagy három nehézcirkálója, az Aoba, a Kinugasza és a Furutaka, valamint két rombolója kísérte. A hadihajók arra készültek, hogy ágyúzzák a Henderson támaszpontot. A japánokat hamar felfedezték az amerikaiak, október 11-én már tudtak róluk, bár a had méretét alábecsülték. Délután négy órakor észak felé fordultak, hogy megakadályozzák a japánok eljutását a hídfő közelébe.

## Összecsapások

### Október 11.

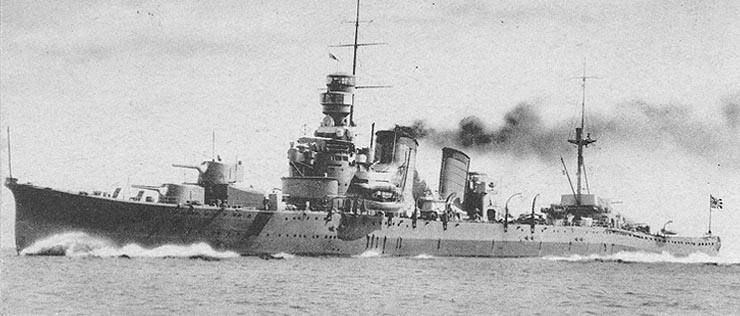
A japán Furutaka nehézcirkáló

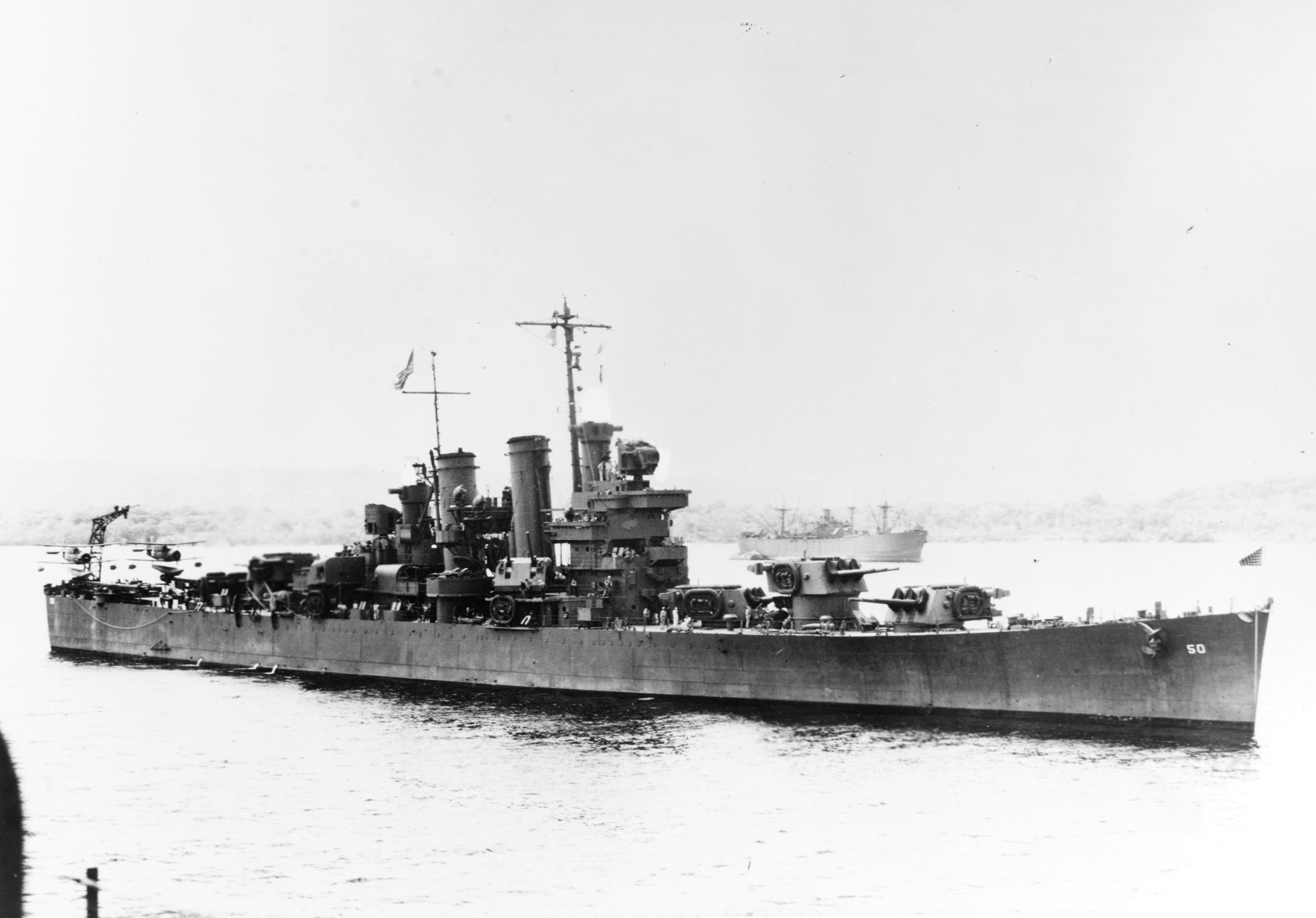
A St. Louis osztályú amerikai USS Helena (CL-50) könnyűcirkáló.

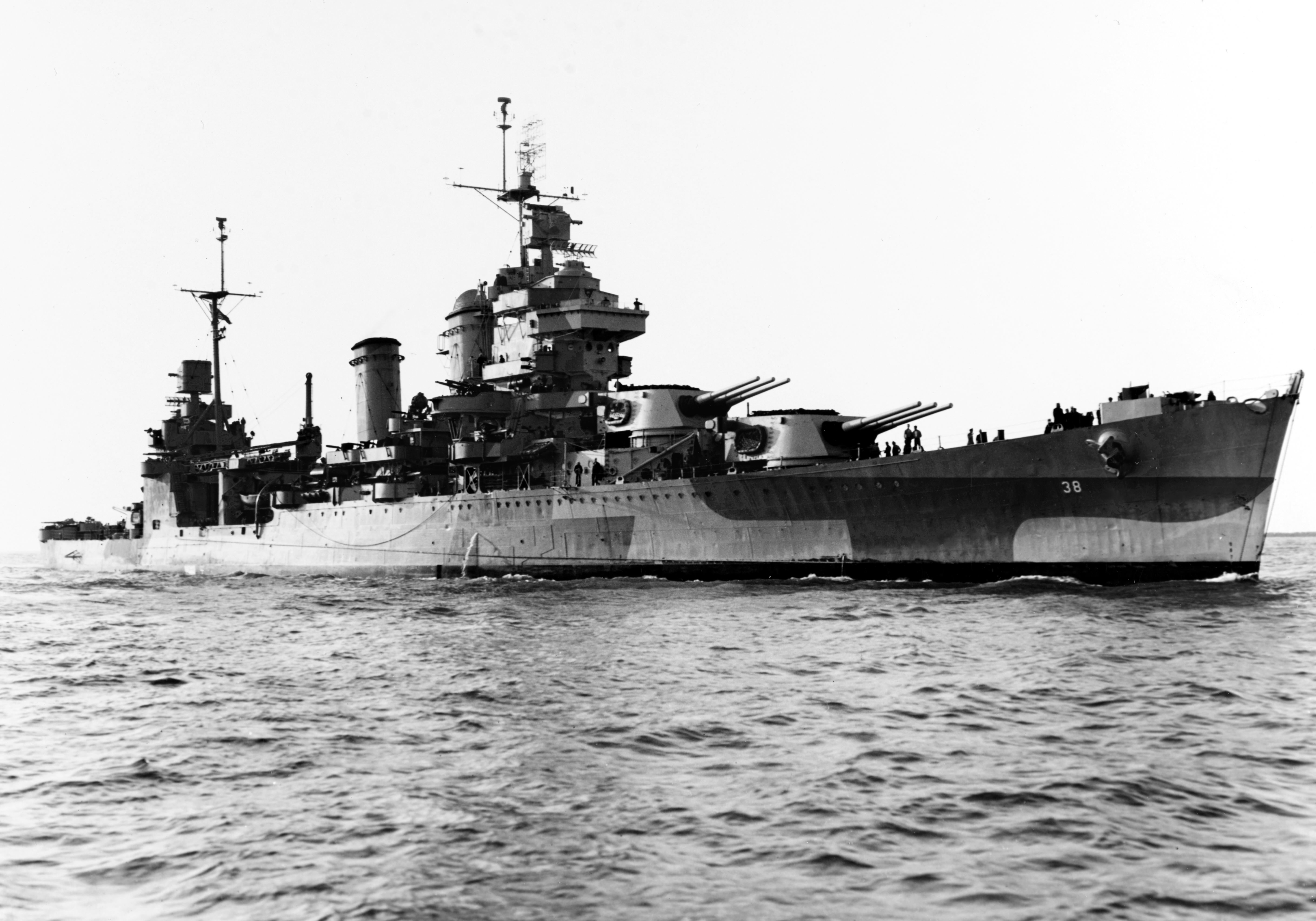
Az amerikai New Orleans osztályú USS San Francisco (CA-38) nehézcirkáló

Este 11 órakor a két flotta egymás felé hajózott az Esperance-fok közelében. Az amerikaiak délkelet, a japánok északkelet felől érkeztek. Az amerikai hajók egymás mögött haladtak, elöl három rombolóval. Őket négy cirkáló, majd két újabb romboló követte. A USS Helena könnyűcirkálót és a USS Boise könnyűcirkálót korszerű radarral szerelték fel, míg a zászlóshajón, a USS San Francisco-n csak egy kevésbé hatékony szerkezet működött.
A USS Helena könnyűcirkáló radarján 23.25-kor jelent meg a japán hajóhad, de a kapitány nem volt biztos az észlelésben, ezért késlekedett a hír továbbküldésével az admirálisnak. Nyolc perccel később Scott visszafordulásra adott utasítást. A manővert rosszul hajtották végre, és két romboló a cirkálók és a közeledő japánok közé került. Az élen haladó harmadik romboló, a USS Duncan felfedezte a közeledő ellenséget, és folytatta északkeleti útját, felkészülve a támadásra. 23.46-kor a USS Helena könnyűcirkáló tüzet nyitott a japánokra, akik nem gondolták, hogy a sötétben rábukkannak az amerikaiakra, és a támadás teljesen váratlanul érte őket. Goto a hajók éles fordulására adott parancsot, de hajóját találat érte, és meghalt. Ekkor mind a négy amerikai cirkáló tüzelni kezdett. A Fubuki rombolót eltalálták, és szinte azonnal elsüllyedt. Az Aboa nehézcirkáló kigyulladt, és a Furutaka nehézcirkáló is megsérült.

### Október 12.
A súlyosan megrongálódott Furutaka nehézcirkáló 0.40-kor elsüllyedt. A Kinugasza nehézcirkáló és a Hacujuki romboló a paranccsal ellentétes irányba fordult. Emiatt távol kerültek az amerikaiak megsemmisítő tüzétől, viszont megközelítették az elszigetelődött USS Duncan rombolót, amelyet megtámadtak. A rombolón tűz tört ki. A legénység többségét sikerült kimenteni, de többen a hajón maradtak, és megpróbálták a Savo-sziget felé kormányozni. A kísérlet nem sikerült, mert a motor leállt, és a romboló kilenc kilométerre a szigettől elsüllyedt.
Scott északnyugati irányba fordult, hogy üldözze a japánokat. Kevéssel éjfél után a USS Boise könnyűcirkáló felkapcsolta az egyik reflektorát, hogy azonosítsa a radar által jelzett tárgyat, de azonnal az Aoba és a Kinugasza nehézcirkálók heves tüzébe került, és súlyosan megrongálódott. A pusztító robbanástól csak az mentette meg, hogy az első lőszerraktárt elöntötte a tengervíz. Az ütközet még tíz percen át folytatódott, majd Scott délkeleti irányba állította flottáját.

## Guadalcanalnál
A japán erősítést szállító hajók rendben kikötöttek, és partra tették a katonákat. A Kongo és a Haruna csatahajók feltűntek az amerikai hídfőnél, és másfél órán át lőtték a partot. A következő éjszakákon folytatódott az ágyúzás, amihez cirkálók is csatlakoztak, és sikerült elérniük a Henderson támaszpont működésének megbénítását. Az amerikaiak és a japánok újabb hajókat küldtek a térségbe: a japánok a repülőtér elfoglalására, az amerikaiak a szigethez közeli tengeren való jelenlétük erősítésére készültek. A hajóhadak Santa Cruz-szigeteknél ütköztek meg október 26-án.